# Conche (Rhône)
Die Conche ist ein kleiner Fluss im südlichen Zentralmassiv von Frankreich, der im Département Ardèche der Region Auvergne-Rhône-Alpes südwestlich der Stadt Montélimar verläuft.

## Geografie

### Verlauf
Die Conche entspringt im Gemeindegebiet von Saint-Remèze, entwässert mit einen Bogen über Nord generell in östlicher Richtung und mündet nach rund 17 Kilometern im Gemeindegebiet von Saint-Montan als rechter Nebenfluss in die Rhône. Auf seinem Weg ändert die Conche mehrfach ihren Namen: so heißt sie im Oberlauf auch Ruisseau de Fontaguillon, im Mittelabschnitt Ruisseau de Rimouren und nimmt erst im Unterlauf ihren definitiven Namen an. Im Mündungsbereich quert sie auch die Bahnstrecke Givors-Canal–Grezan.

### Durchquerte Gemeinden
(Reihenfolge in Fließrichtung)
- Saint-Remèze
- Gras
- Bourg-Saint-Andéol
- Larnas
- Saint-Montan